# تكون جبال لاراميد
تكون جبال لاراميد كان في الفترة الزمنية لتكوين الجبال في غرب أمريكا الشمالية، والتي بدأت في فترى الطباشيري المتأخر، أي قبل 70 إلى 80 مليون سنة، وانتهت قبل 35 إلى 55 مليون سنة. كانت المدة والأعمار الدقيقة لبداية نشأة الجبل ونهايته محل خلاف. فقد كان تكون جبال لاراميد في سلسلة من النبضات، مع مراحل هادئة التدخل. السمة الرئيسية التي نشأت بواسطة هذا التكوين كانت تشوه الجلد السميك العميقة الجذور، مع وجود دليل على هذا التكوين من كندا إلى شمال المكسيك، مع أقصى شرق للبناء الجبلي الذي تمثله جبال بلاك هيلز في داكوتا الجنوبية. وقد سميت هذه الظاهرة باسم جبال لارامي في شرق وايومنغ. أحيانا يتم الخلط بين تكون جبال لاراميد و تكون جبال السيفارية، التي تداخلت جزئيا في الزمان والمكان.